# Massingy (Alta Savoia)
Massingy és un municipi francès situat al departament de l'Alta Savoia i a la regió d'Alvèrnia-Roine-Alps. L'any 2007 tenia 772 habitants.

## Demografia

### Població
El 2007 la població de fet de Massingy era de 772 persones. Hi havia 268 famílies de les quals 36 eren unipersonals (16 homes vivint sols i 20 dones vivint soles), 68 parelles sense fills, 144 parelles amb fills i 20 famílies monoparentals amb fills.
La població ha evolucionat segons el següent gràfic:
Habitants censats

### Habitatges
El 2007 hi havia 313 habitatges, 270 eren l'habitatge principal de la família, 21 eren segones residències i 22 estaven desocupats. 295 eren cases i 18 eren apartaments. Dels 270 habitatges principals, 244 estaven ocupats pels seus propietaris, 23 estaven llogats i ocupats pels llogaters i 3 estaven cedits a títol gratuït; 2 tenien una cambra, 5 en tenien dues, 18 en tenien tres, 76 en tenien quatre i 169 en tenien cinc o més. 249 habitatges disposaven pel capbaix d'una plaça de pàrquing. A 97 habitatges hi havia un automòbil i a 159 n'hi havia dos o més.

### Piràmide de població
La piràmide de població per edats i sexe el 2009 era:
| Homes | Edats   | Dones |
| ----- | ------- | ----- |
| 0     | 95 o +  | 0     |
| 0     | 90 a 94 | 5     |
| 1     | 85 a 89 | 4     |
| 1     | 80 a 84 | 6     |
| 15    | 75 a 79 | 7     |
| 14    | 70 a 74 | 16    |
| 12    | 65 a 69 | 9     |
| 10    | 60 a 64 | 15    |
| 15    | 55 a 59 | 7     |
| 16    | 50 a 54 | 22    |
| 27    | 45 a 49 | 24    |
| 24    | 40 a 44 | 25    |
| 34    | 35 a 39 | 25    |
| 28    | 30 a 34 | 26    |
| 10    | 25 a 29 | 11    |
| 10    | 20 a 24 | 17    |
| 16    | 15 a 19 | 20    |
| 31    | 10 a 14 | 18    |
| 29    | 5 a 9   | 20    |
| 14    | 0 a 4   | 23    |

## Economia
El 2007 la població en edat de treballar era de 480 persones, 372 eren actives i 108 eren inactives. De les 372 persones actives 351 estaven ocupades (196 homes i 155 dones) i 21 estaven aturades (6 homes i 15 dones). De les 108 persones inactives 47 estaven jubilades, 32 estaven estudiant i 29 estaven classificades com a «altres inactius».

### Ingressos
El 2009 a Massingy hi havia 275 unitats fiscals que integraven 800,5 persones, la mediana anual d'ingressos fiscals per persona era de 19.461 €.

### Activitats econòmiques
Dels 24 establiments que hi havia el 2007, 3 eren d'empreses alimentàries, 3 d'empreses de fabricació d'altres productes industrials, 7 d'empreses de construcció, 3 d'empreses de comerç i reparació d'automòbils, 1 d'una empresa d'hostatgeria i restauració, 1 d'una empresa immobiliària, 4 d'empreses de serveis i 2 d'empreses classificades com a «altres activitats de serveis».
Dels 8 establiments de servei als particulars que hi havia el 2009, 4 eren fusteries, 1 lampisteria, 1 electricista, 1 empresa de construcció i 1 restaurant.
L'any 2000 a Massingy hi havia 30 explotacions agrícoles que ocupaven un total de 1.008 hectàrees.

## Equipaments sanitaris i escolars
El 2009 hi havia una escola elemental.

## Poblacions més properes
El següent diagrama mostra les poblacions més properes.